# Улкен Бокен
Улкен Бокен (каз. Үлкенбөкен, до 200? г. — Большая Буконь) — село в Кокпектинском районе Абайской области Казахстана. Административный центр Улкен Букенского сельского округа. Код КАТО — 635035100.

## Население
В 1999 году население села составляло 2298 человек (1219 мужчин и 1079 женщин). По данным переписи 2009 года в селе проживало 1698 человек (834 мужчины и 864 женщины).